# Valeria Grignano
Valeria Grignano (Erice, 28 febbraio 1985) è un'ex cestista italiana.

## Carriera
Cresce cestisticamente a Trapani, nel 2000 passa ad Alcamo, dove rimane per due stagioni e l'anno successivo va in prestito alla Primavera Marsala.
Dal 2003 al 2005 viene acquistata dalla Pallacanestro Ribera in Serie A1, disputando anche gare internazionali di FIBA EuroCup.
Nell'agosto 2005 passa in prestito alla New Polibasket San Bonifacio in Serie A2 e poi alla Virtus Basket Lugagnano, dove rimane due stagioni.
Dopo un anno di inattività, con l'esclusione di Ribera dal campionato di Serie A2, Grignano si svincola dalla società siciliana e nella stagione 2009-10 gioca in Serie B Regionale con la maglia dell'Umanità Castellammare del Golfo; è selezionata per l'All-Star Game disputato a Giardini Naxos e poi scelta nel quintetto ideale.
Nella stagione 2010-11 passa alla Verga Palermo. Viene schierata ad ala grande malgrado il suo ruolo naturale sia quello dell'ala piccola ed è tra le giocatrici migliori del girone C2 di B d'Eccellenza.